# Julia Lahme
Julia Lahme (født 19. marts 1977) er en dansk forfatter, etnolog og livsstilsekspert.
Hun er direktør i sit eget kommunikationsbureau, der især arbejder med forbrugertrends, mode, mad og livsstilsprodukter, og arbejder derudover som boganmelder og klummeskribent. Hun har tidligere arbejdet mange år i modebranchen og været chefredaktør.

## Baggrund og private forhold
Hendes far var historiker og konsulent, mens hendes mor var cand.mag. i tysk. Hun døde, da Julia var 28 år, hvilket beskrives i hendes selvbiografiske bog om at blive mor, Hvor lagde jeg babyen.
Hun er gift med Johan Forsby, også kendt som rapperen Jooks, og mor til Elias og Sofus.

## Forfatterskab
Hun er forfatter til flere bøger:
- Hvor lagde jeg babyen? – Afsløringer fra en nybagt mor, Pretty Ink, 2009
- Sig farvel – Hvad præster ved om sorg, Pretty Ink, 2009
- Sandheder fra en løgner – Krakelerede glansbilleder fra et voksenliv, Pretty Ink, 2010
- Holder du lige øje med mit diadem? å passer jeg hverdagen imens, Pretty Ink, 2011
- Blogbogen Din hands-on guide til blogging, Rosinante, 2013
- 100 : Maybelline, New York, Maybelline, 2015
- Manifest, Gyldendal, 2016
- Kolonihaveliv – Lykken findes på et frimærke, Gyldendal, 2017
- Damen i midten – Mode, kvinder & danmarkshistorie set gennem et stormagasins vinduer, Gads Forlag; Magasin du Nord Museum, 2018
- Hverdage er der flest af Danske erindringer fra spisebordet, skammekrogen, skolebænken og andre steder, hvor livet blev levet, Gads Forlag; Historier om Danmark, 2018